# Цирульник Маріца Марківна
Маріца Марківна Циру́льник (6 лютого 1991, Дніпро) — українська шахістка, майстер ФІДЕ серед жінок (2024). Чемпіонка України із шахів 2023 року.
Її рейтинг станом на грудень 2024 року — 2030 (32-ге — серед шахісток України).

## Досягнення
2005 —  чемпіонка України зі швидких шахів серед дівчат до 14 років;

2006 — чемпіонка України серед дівчат до 16 років;

2007 — срібна призерка чемпіонату України серед дівчат до 16 років; срібна призерка чемпіонату України серед дівчат до 18 років;

2008 — чемпіонка України серед дівчат до 18 років;

2009 — срібна призерка чемпіонату України серед дівчат до 20 років;

2010 — чемпіонка України серед дівчат до 20 років;

2011 — срібна призерка чемпіонату України серед дівчат до 20 років; друге місце на турнірі серед жінок зі швидких шахів;

2018 — чемпіонка Дніпропетровської області серед чоловіків;

2008, 2010, 2011, 2013, 2014, 2017, 2018, 2020 — чемпіонка Дніпропетровської області серед жінок.

## Результати виступів у чемпіонатах України
Маріца Цирульник зіграла у 8-ми фінальних турнірах чемпіонатів України серед жінок, набравши загалом 40 очок з 72 можливих (+28-20=24).
| Рік  | Місто     | Турнір                 | + | − | = | Результат | Місце |
| ---- | --------- | ---------------------- | - | - | - | --------- | ----- |
| 2009 | Євпаторія | 69-й чемпіонат України | 4 | 2 | 3 | 5½ з 9    | 6     |
| 2010 | Полтава   | 70-й чемпіонат України | 1 | 3 | 5 | 3½ з 9    | 27    |
| 2011 | Полтава   | 71-й чемпіонат України | 4 | 3 | 2 | 5 з 9     | 11    |
| 2016 | Рівне     | 76-й чемпіонат України | 2 | 4 | 3 | 3½ з 9    | 8     |
| 2019 | Луцьк     | 79-й чемпіонат України | 2 | 3 | 4 | 4 з 9     | 6     |
| 2021 | Харків    | 81-й чемпіонат України | 3 | 3 | 3 | 4½ з 9    | 7     |
| 2023 | Полтава   | 82-й чемпіонат України | 7 | 0 | 2 | 8 з 9     | Gold  |
| 2024 | Львів     | 83-й чемпіонат України | 5 | 2 | 2 | 6 з 9     | 7     |

## Освіта і основна діяльність
Закінчила в Дніпрі ДЮСШ № 9 і потім історичний факультет Дніпровського національного університету імені Олеся Гончара в 2014, причому стала першою в історії університету студенткою, що захистила диплом на шахову тему. Працювала науковим співробітником Дніпропетровського національного історичного музею ім. Д. І. Яворницького. Після цього перейшла на роботу в музей історії Дніпра, де донині працює на посаді старшого наукового співробітника.